# Compagnie générale de chemins de fer dans la province de Buenos Aires
La Compagnie générale de chemins de fer dans la province de Buenos Aires est une ancienne compagnie ferroviaire.

## Historique
La Compagnie générale de chemins de fer dans la province de Buenos Aires est une société anonyme constituée en 1904 par la Banque de l'Union parisienne, la Banque de Paris et des Pays-Bas et la Société générale de Belgique pour l'exploitation des lignes de Buenos Aires à Rosario, Buenos Aires à 9 de Julio et Buenos Aires à Bahia Blanca (1800 km).
Après la nationalisation du réseau en 1946, la compagnie devient en 1948 la Compagnie générale financière France-Amérique latine et est absorbée en 1952 par la Banque hypothécaire franco-argentine.
Le premier conseil d'administration (1905) était composé de Lucien Villars (président), E. Chevrant, Arnould Focquet, marquis F. de Frondeville, comte G. de Germiny, Pierre Girod, Georges Goüin, Pierre Liénard, Philippe Vernes, Casimir de Bruyn, Romulo Olamendi.

## Réseau

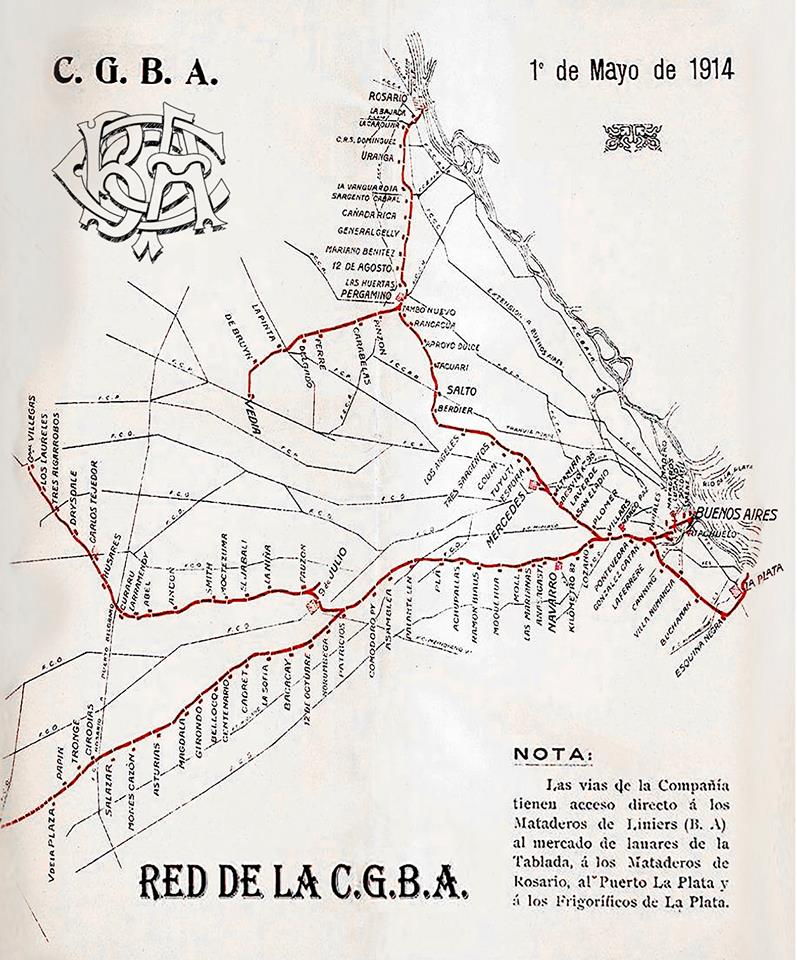
Plan du réseau en 1914.